# ARE
AU-бога́тые элеме́нты (англ. AU-rich elements, AREs) — регуляторные мотивы, располагающиеся в 3'-UTR мРНК некоторых генов и играющие ключевую роль в стабилизации транскриптов этих генов. Эти элементы имеют размер от 50 до 150 нуклеотидов и обычно содержат многочисленные копии пентануклеотида AUUUA.

## Функционирование
Было установлено, что последовательности AREs различаются, и по количеству и расположению мотивов AUUUA выделяют 3 класса AREs:
- I класс: 1—3 разбросанно расположенных AUUUA внутри U-богатого участка;
- II класс: множество перекрывающихся мотивов AUUUA;
- III класс: AUUUA нет, но есть U-богатые участки[1].

AREs связываются с белками (англ. ARE-binding proteins, ARE-BPs), которые, как правило, способствуют разрушению мРНК в ответ на различные внутри- и внеклеточные сигналы, хотя некоторые из них регулируют трансляцию. Кроме того, известно, что белок HuD связывается с AREs и увеличивает время полураспада этой мРНК в нейронах в ходе развития мозга. Некоторыми факторами, влияющими на разрушение мРНК посредством AREs, являются присутствие форболовых эфиров, кальциевых ионофоров, цитокинов, ингибиторов транскрипции. AREs регулируют экспрессию генов, кодирующих цитокины, факторы роста, генов-супрессоров опухолей, протоонкогенов, а также генов, чьи белковые продукты участвуют в регуляции клеточного цикла, например, гены циклинов, ферментов, факторов транскрипции, рецепторов и мембранных белков. Такое разнообразие генов, чьи транскрипты содержат AREs, свидетельствует о важности стабильности транскрипта в регуляции гена.

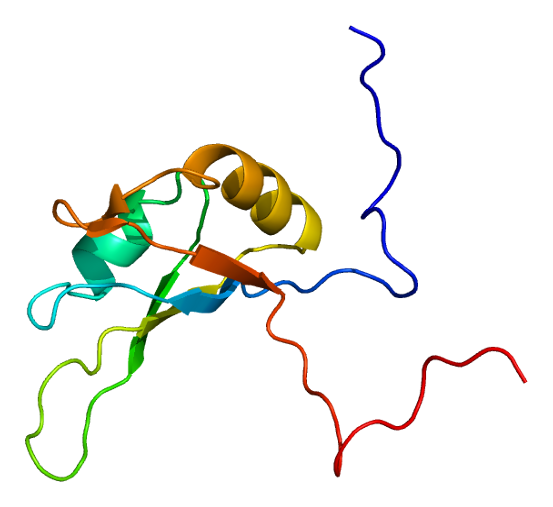
Пространственная структура ARE-связывающего белка нуклеолина

Многие ARE-BP экспрессируются клетко- и тканеспецифичным образом, и для их активности важным фактором является вторичная структура ARE. Различные ARE-BP могут конкурировать за один и тот же сайт связывания, и эффект действия ARE на транскрипт может быть различным из-за его клеточной локализации, факторов среды и момента времени. Так, ARE III класса, локализованные в 3’-UTR мРНК c-jun, снижают стабильность транскрипта, однако, тем не менее, участвуют в увеличении количества образованного белка. Это кажется противоречивым, однако, вероятнее всего, каждый механизм используется в различное время и для различных нужд, например, в зависимости от типа ткани и стадии развития. На связывание ARE с белками оказывают влияние и факторы окружающей среды, и стабильность транскрипта играет важную роль в ответе на стрессовые условия, например, тепловой шок или нехватку питательных веществ. Такие стимулы запускают сигнальный каскад, изменяющий количество различных ARE-BP, и в то же время влияют на способность РНК связываться с белками. Так, экспрессия анти-апоптозного гена Bcl-XL увеличивается из-за стабилизации транскриптов, обусловленной воздействием УФ-излучения; этот процесс наблюдается при раке кожи и других видах рака. Исследование белков, обеспечивающих стабилизацию транскрипта Bcl-XL, то есть связывающихся с ARE в его 3'-UTR, показало, что важнейшим из них является нуклеолин. Авторы исследования предположили, что УФ-излучение увеличивает способность нуклеолина связываться с ARE, тем самым защищая транскрипт Bcl-XL от деградации.
Кроме изменения стабильности мРНК, ARE могут также активировать трансляцию, хотя этот механизм менее распространен и хуже понятен. 3’-URT мРНК цитокина фактора некроза опухоли α (TNFα) содержит чрезвычайно консервативный ARE длиной 34 нуклеотида. Этот ген экспрессируется в стимулированных лимфоцитах и имеет важное значение для развития воспалительного процесса, поэтому необходимо, чтобы его возможно было быстро регулировать при необходимости. При воспалении рост клетки останавливается, и положительная регуляция TNFα осуществляется на уровне белка. Было показано, что белки Argonaute 2 (AGO 2) и FXR1 связываются с его мРНК и активируют трансляцию в ответ на застой тканевой жидкости (отёк). Кроме того, установлено, что человеческая микроРНК miR369-3 связывается с ARE и управляет связыванием вышеперечисленных белков с ARE, подтверждая тем самым роль микроРНК в регуляции трансляции. Ранее было выяснено, что в ARE TNFα имеется шпилька, модулирующая связывание белков с ARE и определяющая различные эффекты такого взаимодействия. Всё это демонстрирует многосторонний эффект ARE, РНК-связывающих белков и микроРНК на экспрессию генов, который, если необходимо, может быть и положительным, и отрицательным.

## Клиническое значение
Мутации, затрагивающие ARE, имеют важное значение, поскольку одна такая мутация может сказаться на экспрессии многих генов. Так, мутации, произошедшие в ARE, приводят к сбою в работе ARE-связывающих белков, в результате чего могут развиться такие заболевания, как злокачественные перерождения кроветворных органов и лейкемия.